# 紋別駅

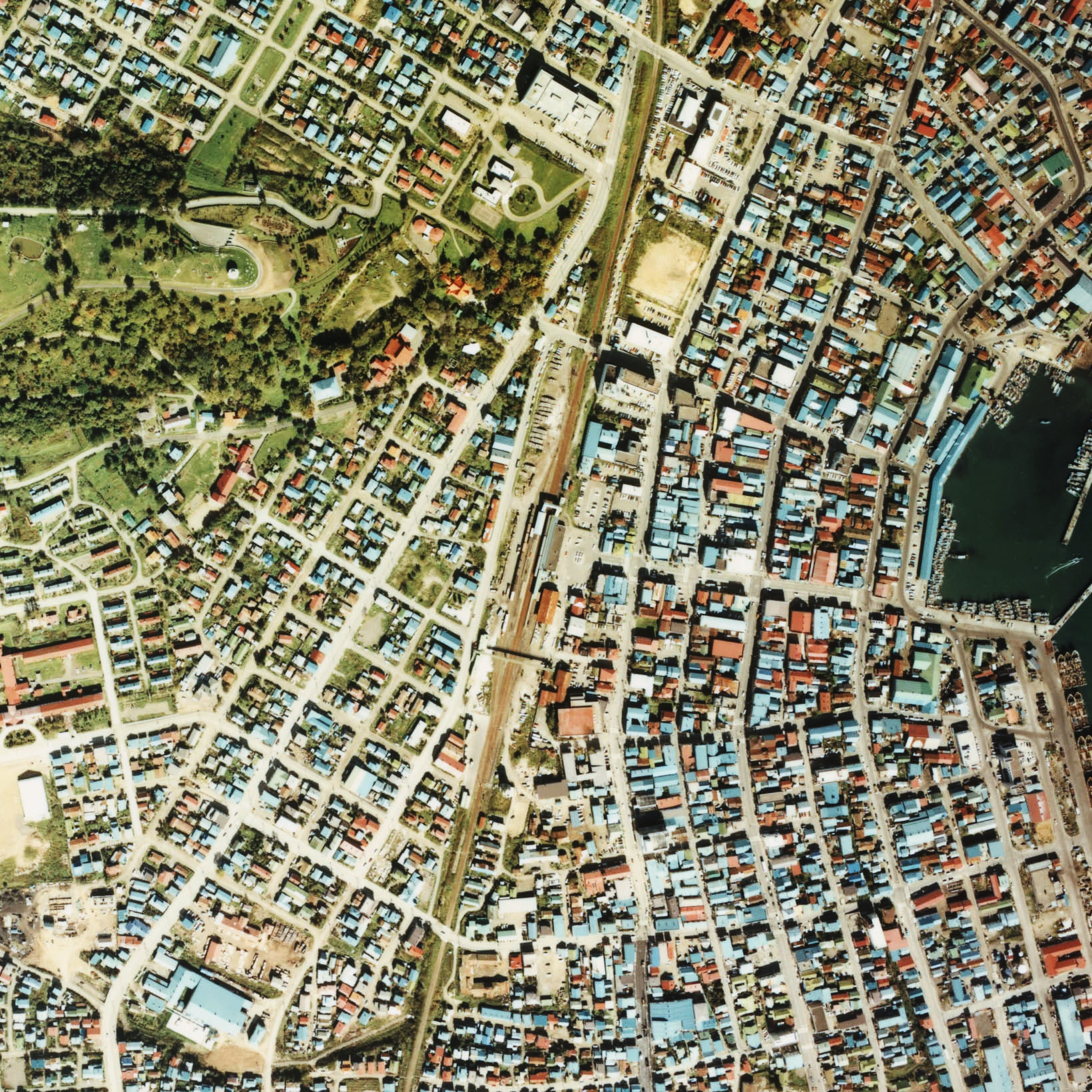
1978年の紋別駅と周囲約1km範囲。下が遠軽方面。単式と島式の複合ホーム2面3線と外側にもう1本貨物用の側線、駅舎横の貨物ホームへ2本の引込み線を持つ。
鴻紋軌道は駅南にある跨線人道橋（連絡用歩道橋）の駅裏側辺り、現在の旭川地方法務局紋別支局の少し北側に駅を設けていたと思われるがはっきりしない。軌道はさらに駅裏南側のストックヤード内へ引きこまれていた。（国土地理院1948年4月米軍撮影航空写真 USA-R254-No2-52、1693dpiによる。）法務局前から南に下る道はかつての軌道跡である。

紋別駅（もんべつえき）は、北海道（網走支庁）紋別市幸町4丁目にかつて存在した、北海道旅客鉄道（JR北海道）名寄本線の駅（廃駅）である。事務管理コードは▲122118。

## 歴史
名寄本線では最大規模の構内を有した駅で、同線の中間駅としては唯一、みどりの窓口も設置されていた。札幌駅から名寄駅経由で当駅まで直通する急行列車「紋別」・網走駅 - 紋別 - 興部駅間の急行「天都」も設定されていたほか、渚滑線の列車の多くが当駅まで乗り入れていた。
また、1943年（昭和18年）から1948年（昭和23年）の短い期間であるが、南西方向の藻鼈川上流の鴻之舞鉱山から、簡易軌道の鴻紋軌道が本駅裏に駅を設けて接続していて、人や物資を運んでいた。
- 1921年（大正10年）3月25日 - 鉄道省名寄東線の中湧別 - 興部間開通に伴い開業[1]。一般駅[1]。
- 1923年（大正12年）11月5日 - 路線名を名寄本線に改称、それに伴い同線の駅となる。
- 1949年（昭和24年）6月1日 - 日本国有鉄道に移管。
- 1968年（昭和43年）10月1日 - コンテナ基地設置[3]。
- 1971年（昭和46年）7月22日 - 駅舎改築。PC造駅舎となる[4]。
- 1984年（昭和59年）2月1日 - 貨物・荷物の取り扱いを廃止[1]。
- 1987年（昭和62年）4月1日 - 国鉄分割民営化により、日本国有鉄道から北海道旅客鉄道に継承[1]。
- 1989年（平成元年）5月1日 - 名寄本線の全線廃止に伴い、廃駅となる[1]。

### 駅名の由来
市名より。

## 駅構造
廃止時点で、単式ホーム・島式ホームを複合した計2面3線のホームと線路を有する地上駅であり、列車交換可能な交換駅であった。互いのホームは、駅舎側ホーム北側と島式ホーム北側を結んだ跨線橋で連絡した。駅舎側単式ホーム（東側）が下りの1番線、上屋を有した島式ホーム駅舎側が上りの2番線、外側が1983年（昭和58年）時点では側線扱いの3番線となっていた。3番線の外側（西側）に旧貨物側線を2線有し、そこから行き止まりの側線も南北に各1線有した。そのほか、1番線の遠軽方から分岐し駅舎南側のホーム切欠き部分の貨物ホームへの貨物側線を2線有していた。
職員配置駅となっており、駅舎は構内の東側に位置し単式ホーム中央部分に接していた。ホームの有効長は120mあった。士別駅と同規格のコンクリート製の駅舎であった。
「わたしの旅スタンプ」が設置されていた。

## 利用状況
乗車人員の推移は以下のとおり。年間の値のみ判明している年については、当該年度の日数で除した値を括弧書きで1日平均欄に示す。乗降人員のみが判明している場合は、1/2した値を括弧書きで記した。
| 年度               | 乗車人員 | 乗車人員 | 出典  | 備考 |
| 年度               | 年間     | 1日平均  | 出典  | 備考 |
| ------------------ | -------- | -------- | ----- | ---- |
| 1978年（昭和53年） |          | 956      | [ 7 ] |      |

## 駅周辺
- 国道238号（オホーツク国道）[8]
- 北海道道713号中渚滑紋別停車場線（旧・紋別停車場線）[8]
- 紋別市役所
- 紋別警察署
- 紋別警察署中央交番
- 紋別郵便局
- 紋別市立紋別中学校[8]
- 紋別市立紋別小学校[8]
- 北海道労働金庫紋別支店
- 北見信用金庫紋別支店（旧：紋別信用金庫本店）
- 遠軽信用金庫紋別支店
- 北洋銀行紋別支店
- 北海道銀行紋別支店
- オホーツクはまなす農業協同組合（JAオホーツクはまなす）本所
- 紋別漁業協同組合
- 紋別公園 - 駅から北西に約1.5km[5]。展望台、郷土博物館などが開設されている[8]。
- 弁天岬[8]
- オンネナイ川[8]
- 紋別山 - 駅から南西に約3.5km[5]。
- ホテルオホーツクパレス紋別
- 紋別市立博物館

## 駅跡地の再開発

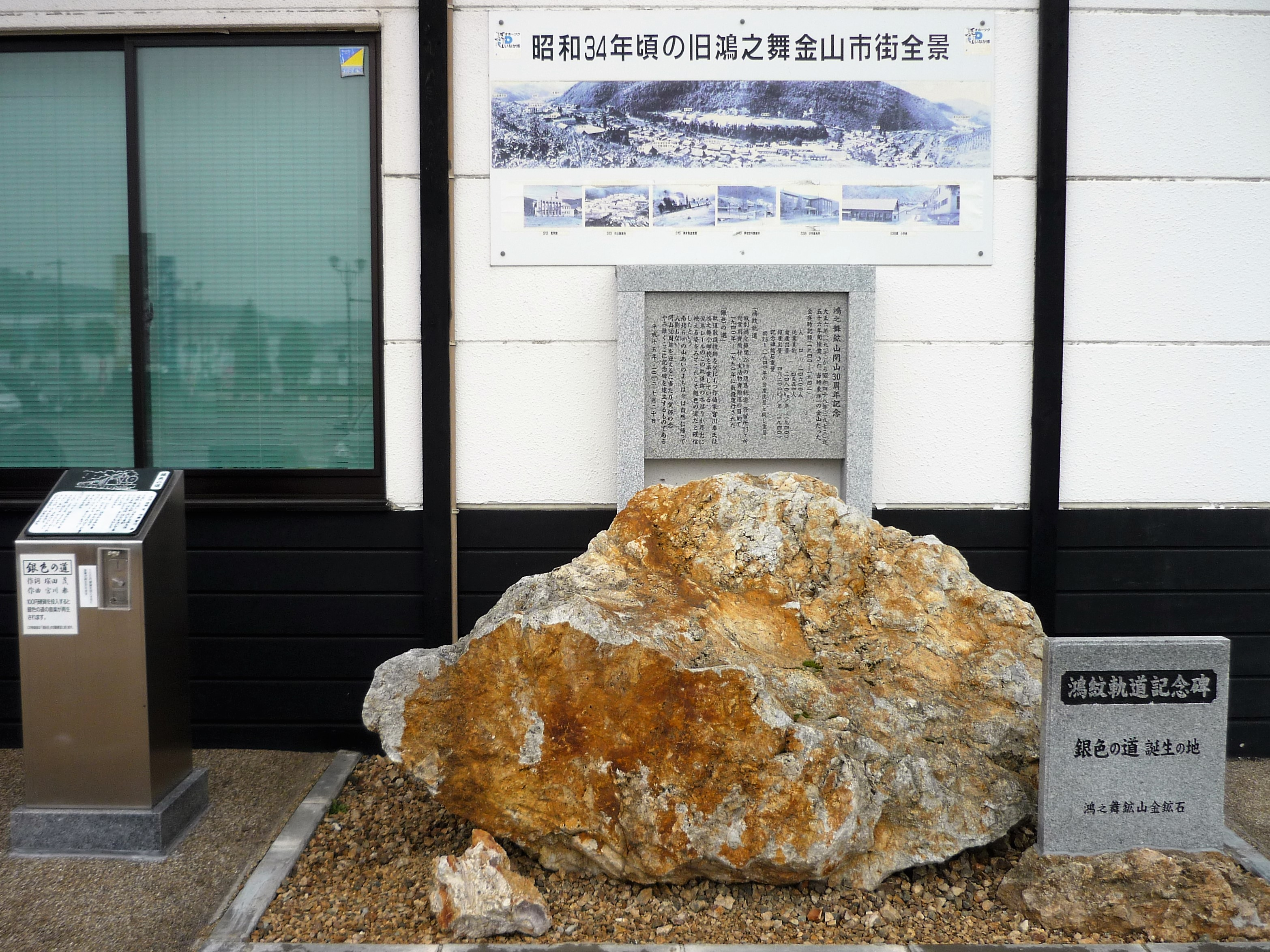
鴻紋軌道記念碑

廃止後も駅本屋ではJR紋別トラベルセンターが引き続き窓口営業を行ったほか、夏季の観光シーズンには駅周辺の中心市街地商業者でつくる紋別朝市運営協議会が駅駐車場やホームを会場にした観光朝市「ガリンコ朝市」を開催した。また1990年に紋別市は、中心市街地活性化をにらんだ大型ショッピングセンターやバスターミナル建設構想を盛り込んだ再開発計画を策定。翌1991年には通商産業省の商業集積整備プロジェクト道内第1号に指定され、事業主体の第三セクター「紋別ニューシティ開発公社」が発足した。
紋別市は駅跡地から南方の鉄道跡地を市道「メモリアル通り線」として再整備し、1995年には機関車の動輪を模した記念碑を建立。同年7月には、バスターミナルなどが入る紋別市交流センターがオープンした。しかし駅跡地の大半を占めるショッピングセンター計画については、バブル崩壊後の景気低迷と見通しの甘さから方針が二転三転するなど迷走した揚げ句、市は1998年に建設断念を正式に決定した。
のちショッピングセンターの代替施設として2003年、観光商業施設と温浴施設を併設したオホーツク氷紋の駅が開業。施設正面には鴻紋軌道の記念碑が設置され、同軌道をモチーフにヒット曲「銀色の道」を作曲した作曲家、宮川泰を招いて除幕式が行われた。

### 紋別市交流センター

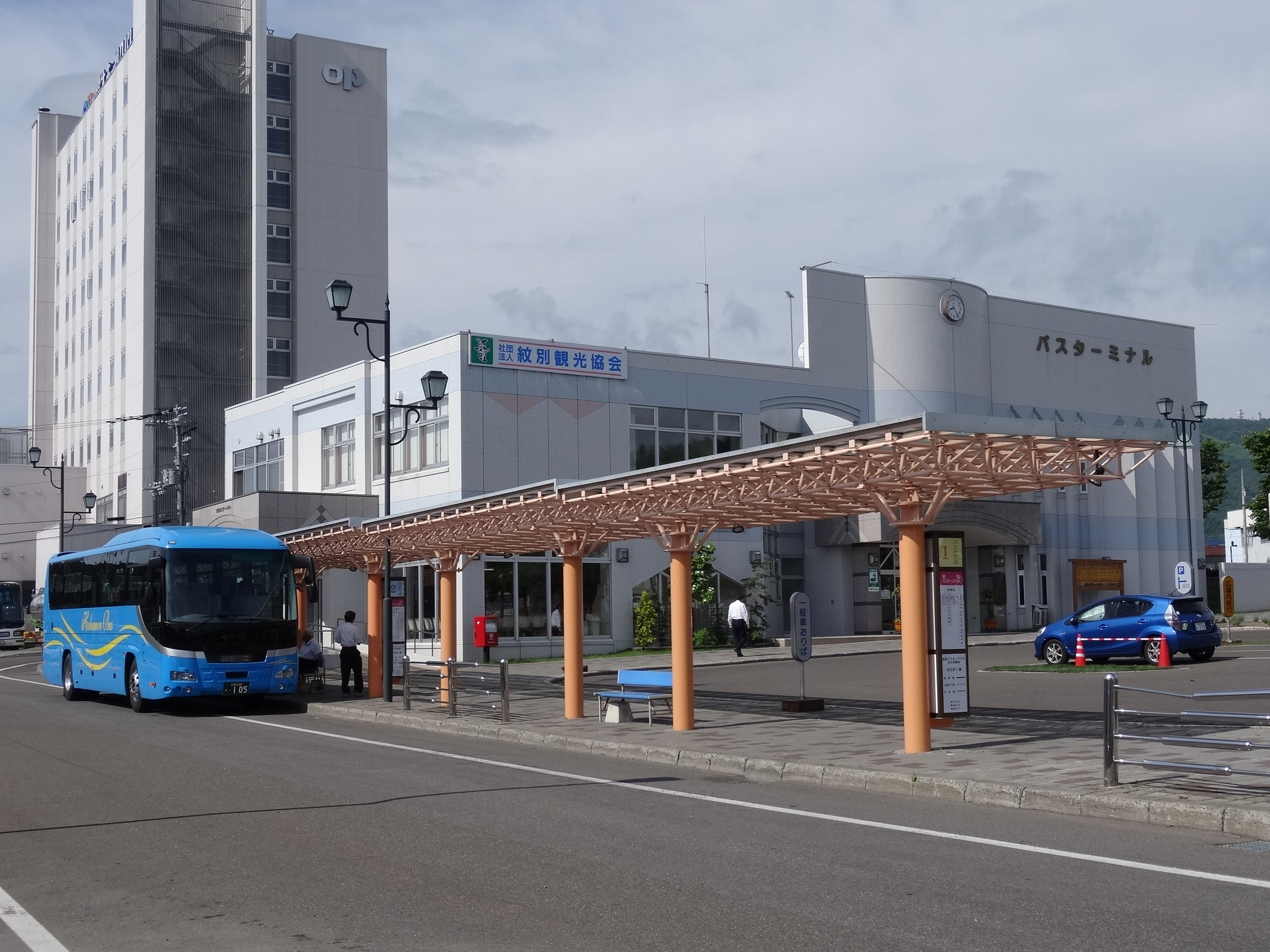
紋別市交流センター

紋別市交流センターにはバスターミナルが併設され、道北バス案内所では旭川・札幌方面の予約発券、紋別旅行（「ハートフルツアー」紋別旅行店）では旅行代理店業務のほか、北紋バスの乗車券類を取り扱う。2階は紋別観光協会や紋別振興公社がテナントとして入居している。
- 北紋バス
  - 遠軽方面（北海道北見バスと共同運行、名寄本線廃止代替）
  - 公住前・上藻別駅逓方面
  - 紋別空港方面
  - 海洋交流館前方面（冬季運行）
  - 高速流氷もんべつ号・特急オホーツク号 旭川駅前・札幌方面（道北バス・北海道中央バス・ジェイ・アール北海道バスと共同運行）
  - 紋別高校前・新生方面
  - 興部・雄武方面（名寄本線、興浜南線廃止代替）
  - 上渚滑・滝上方面（渚滑線廃止代替）
  - 紋別市内線北循環
  - 紋別市内線南循環

## 隣の駅
北海道旅客鉄道
名寄本線
潮見町駅 - 紋別駅 - 元紋別駅